# Рентендорф
Рентендорф (нем. Renthendorf) — община в Германии, в земле Тюрингия. 
Входит в состав района Заале-Хольцланд. Подчиняется управлению Хюгелланд/Телер.  Население составляет 423 человека (на 31 декабря 2010 года). Занимает площадь 11,62 км².
Коммуна подразделяется на 2 сельских округа.